# Rena Tanaka (model)
Rena Tanaka (n. 1972) este o actriță și un gravure model japonez. Ea a apărut în reviste pentru adulți din Japonia goală și în lenjerie intimă. De asemenea, a jucat și în patru filme.

## Media

### Filme
- Would you like to dance
- Teacher 4
- Zero woman indelible memory
- Kamaitachi 39 years old

### Albume de poze
- Urarayume
- Kuradashi! Tanaka Rena